# Alberto Del Rio
Alberto Rodríguez (født d. 25. maj 1977) er en mexicansk wrestler i World Wrestling Entertainment (WWE), hvor han wrestler på SmackDown-brandet under ringnavnet Alberto Del Rio. I 2011 vandt han den traditionsrige Royal Rumble match. 
Inden kan kom til WWE, wrestlede Rodríguez under ringnavnet Dos Caras, Jr. i Mexico og Japan og i MMA, eftersom han er søn af den tidligere wrestler Dos Caras. Dermed er Rodríguez en del af én af de mest kendte wrestlingfamilier i Mexico. Navnet Dos Caras betyder direkte oversat 'to ansigter'. Fra 2000 til 2002 wrestlede han i wrestlingorganisationen Asistencia Asesoría y Administración (AAA), og fra 2005 til 2009 wrestlede han i Consejo Mundial de Lucha Libre (CMLL), hvorefter han skrev kontrakt med WWE. 
Efter, at han havde vundet the royal rumble i 2011 gik han videre til Wrestlemania 27. og tabte en kamp til Edge selvom det var for the World hewiewight championship. Senere vandt han en Money in the bank kontrakt